# فيكتور ميسا
فيكتور ميسا هو لاعب كرة قاعدة كوبي، ولد في 20 فبراير 1960.

## وصلات خارجية
- فيكتور ميسا على موقع أوليمبيديا (الإنجليزية)